# مارمولک کرمی زارودنی
مارمولک کرمی زارودنی (نام علمی: Diplometopon zarudnyi) یک گونه خزنده دوزیست از تیرهٔ کرم‌سوسماران (Trogonophidae) است. این گونه در سردهٔ Diplometopon تک‌نماد است. این گونه بومی خاورمیانه است.